# محاولة انقلاب في بوليفيا 2024
في 26 يونيو 2024، حاول الجنرال خوان خوسيه زونيغا، قائد الجيش البوليفي، القيام بانقلاب، فأرسل قوات للاستيلاء على بلازا موريللو في لاباز، العاصمة الإدارية للبلاد، واقتحام القصر الرئاسي الكبير ديل بويبلو. وفي اليوم الذي سبق ذلك، كان الرئيس لويس آرسي أمر بإعفائه من منصبه بسبب التهديدات المزعومة التي وجهها للرئيس السابق إيفو موراليس.
أعرب آرسي عن مخاوفه بشأن حالة الانقلاب المستمرة، وأعقب ذلك إدانات مماثلة من جميع أنحاء الطيف السياسي البوليفي. وخرج المتظاهرون المناهضون للانقلاب إلى الشوارع وأعلن مركز العمال البوليفي، وهو أكبر اتحاد نقابي في البلاد إضرابًا عامًا.
انتهت محاولة الانقلاب بعد أن واجه آرسي شخصيًا زونيغا في القصر الرئاسي. بعد ذلك طُرد زونيغا وقائدا القوات الجوية والبحرية على الفور، وأمر قائد الجيش الجديد، خوسيه ويلسون سانشيز، القوات بالعودة إلى ثكناتها. ولقيت محاولة الانقلاب إدانة دولية واسعة النطاق.

## الخلفية
في 25 يونيو، أي قبل يوم من محاولة الانقلاب، أُعفي الجنرال خوان خوسيه زونيغا، قائد الجيش، من منصبه بسبب تصريحات أدلى بها ضد الرئيس السابق إيفو موراليس. ووفقًا لموراليس، فإن زونيغا أطلق تهديداتٍ ضده، ورئيس مجلس الشيوخ أندرونيكو رودريغيز والسناتور ليوناردو لوزا. وأعلن زونيغا خلال مقابلة لهُ أن القوات المسلحة البوليفية ستعتقل موراليس إذا ترشح في الانتخابات الرئاسية المقبلة عام 2025.